# 몬타나 존스
몬타나 존스는 1994년에 일본의 스튜디오 쥬니오, 이탈리아의 RAVER, 대한민국의 세영동화가 합작한 애니메이션이다.
편 당 약 25분, 총 52편 분량이다. 감독자는 이마자와 테츠오이다. 일본 NHK에서 방영된 이후 1996년 대한민국에도 방영된다. 투니버스에서 처음 방영되었고, MBC에서도 투니버스 더빙판 그대로 방송한 후 iTV 인천방송에서 재방영되었다. 몬타나 존스는 몬타나 일행이 제로 경이라는 인물이 유적의 유물을 훔쳐내는 일을 막는 것으로 전개되며, 인물들을 사자와 호랑이 등으로 묘사한다는 특징이 있다. 시작 곡은 모험자들, 끝 곡은 엘도라도이다. 유명한 영화 인디아나 존스에서 아이디어와 줄거리를 빌려왔다.
일본 NHK 교육방송에서 2003년에 재방영했을 때의 제목은 '모험항공회사 몬타나(Adventure Airline Montana)'이며, 이것은 대다수 해외방영본의 제목인 'MONTANA(몬타나)'에 맞추기 위한 것이라고 한다.

## 줄거리
여행가인 몬타나는 숙모와 고고학자이자 사촌인 알프레드와 함께 미국 보스턴에서 이탈리아 식당을 운영한다. 그러던 어느 날 한 레코드 판을 받고 레코드를 돌린다. 그런데 그 레코드는 알프레드와 알고 지내는 길트 박사에서 온 것이며, 제로 경이라는 인물이 마야 유적에서 유물들을 훔치려하니 막으라는 내용이 들어 있었다. 결국 몬타나와 알프레드는 몬타나의 비행기를 타고 마야 유적으로 간다. 제로경을 찾는 도중 멜리사라는 여인과 만나게 되고 멜리사는 둘의 여행에 동참하게 된다.
이렇게 길트 박사는 레코드 판을 보내고 몬타나 일행은 레코드 판의 지시에 따라 유물을 훔치려 하는 제로경을 막는다. 한편 제로경의 부하인 니트로 박사는 새로운 수동형 기계를 만들어 내며, 이런 기계는 몬타나 일행을 방해하는 요소가 되기도 한다. 몬타나 존스는 퀴니에서 2003년 2005년까지 방영을 한 적이 있다.

## 주요 인물
- 성우 이름은 일본어판(NHK 방영본 기준) / 한국어판(투니버스/MBC 방영본 기준) 순임.

몬타나 존스(Motana Jones)
- 성우 - 오오츠카 아키오 / 이정구
- 몬타나 존스의 주인공으로, 매우 모험적이며 능동적이다. 어떠한 상황에서도 침착함을 잃지 않으며, 놀라운 추리력을 지녔다. 하지만 모험적이고 위험한 행동을 자주 하는 편이라 알프레드는 그때마다 "몬타나랑 있으면 목숨이 열 개가 있어도 모자랄 거야!" 라고 외친다.

알프레드 존스(Alfred Jones)
- 성우 - 나카오 류세이 / 故 오세홍
- 몬타나의 사촌이자 동료로, 고고학자이다. 몬타나와 달리 모험적이지는 않지만 몬타나와 떨어질 수 없는 관계이다. 유적마다 그 유적에 대한 설명을 해주는데, 때로는 몬타나가 문제를 해결해 나가는 데 필요한 단서를 제공하기도 한다.
- 故 오세홍 성우님이 2015년 5월 22일에 별세.

멜리사 손(Melissa Thorn)
- 성우 - 이와오 준코 / 성유진
- 이작품의 히로인으로 몬타나와 알프레드가 모험을 하던 도중 만나게 된 인물로, 매우 아름답게 묘사한다. 쇼핑을 좋아하고 꾸밈에 관심이 많으며, 작품에서 직접적으로 드러나지는 않지만 모험을 하면서 몬타나와 매우 절친한 사이로 된 것으로 보인다.

아가사 숙모(Agatha aunt)
- 성우 - 요시다 리호코 / 임수아
- 알프레드의 어머니이자 몬타나의 숙모. 미국 보스턴 해안가에서 이탈리아 음식점을 경영하고 있는데 평판이 좋은지 장사가 잘된다. 특히 스파게티 요리가 일품이란다. 아가사 숙모님의 스파게티에 몬타나와 알프레드는 사족을 못 쓴다. 언제나 조수인 체더에게 새로운 스파게티 레시피의 시식을 시키고 있는 듯하다. 아들사랑이 지극하여 매번 위험천만한 모험을 하는 알프레드를 걱정한다. 이 때문에 지령을 보내 몬타나와 알프레드에게 전 세계를 돌게 만드는 길트 박사를 그리 탐탁치 않게 생각하는 모양이다. 유적에서 구르는 아들을 걱정하여 직접 발벗고 나서서 제로 경 일당을 격퇴하는데 활약하는 등 어머니 파워를 보여준적이 있다.

체더(Chada)
- 성우 - 츠쿠이 쿄세이 / 故 김일
- 아가사 존스이 운영하는 음식점의 요리사이자 몬타나 일행의 연락담당이다. 헤어 스타일로 보건데 중국인으로 추정된다. 길트 박사의 지령이 내려오면 그것을 몬타나 일행에게 전달하는 임무를 맡고 있으나 늘 아가사 숙모님에게 걸려서 혼난다. 레코트판 폭발의 연기에 휘말리는 건 덤이다.
- 故 김일 성우님이 2018년 11월 18일에 별세.

길트 박사(Professor Thorn)
- 성우 - 이토 히로시 / 故 김일
- 길트는 몬타나 일행에게 레코드 판을 통해 제로 경의 일을 막으라고 지시하는 인물이다. 이로 인해 제로 경이 길트 박사의 목소리를 흉내내어 거짓 정보를 몬타나 일행에게 주는 빌미를 제공했다. 한편 길트 박사의 모습과 정체는 이야기 말미까지 의문에 감추어졌다가 마지막 화에서 나타난다.
- 故 김일 성우님이 2018년 11월 18일에 별세.

제로 경(Lord Zero)
- 성우 - 오토모 류자부로 / 故 박상일
- 회마다 늘 유적에서 진귀한 것들을 찾아내 훔쳐가려하는 인물이다. 진귀한 것들을 모두 손에 넣으려고 하며 그의 부하 슬람, 슬림, 니트로 박사와 함께 몬타나 일행과 갈등을 겪는다. 니트로 박사의 기계가 몬타나 일행에게 파괴될 때마다 "니트로 박사, 사정을 설명해 보실까?" , "변명은 죄악이라는 것을 알고 있겠지?", "이녀석들, 이것이 끝이라고 생각하지 마라!!" 라고 외친다. 성격이 워낙 괴팍하고 성질이 굉장히 급하며 막무가내에 안하무인인 무식하고 멍청한 녀석이다. 그래서 매번 진귀한 보물들에 손을 댈 때마다 늘 스스로 화를 자초하기도 한다.
- 故 박상일 성우님이 2021년 5월 9일에 별세.

슬람 & 슬림(Slam & Slim)
- 성우 - 나가시마 유이치 / 설영범(슬람), 사쿠라이 토시하루 / 유해무(슬림)
- 제로 경의 부하. 제로 경에게 충성을 다하는 모습을 보이지만, 우스꽝스러운 행동을 통해 시청자의 웃음을 자아내는 인물들이다. 회마다 니트로 박사의 수동식 기계를 작동 하느라 애를 쓴다.

니트로 박사(Dr. Nitro)
- 성우 - 타키구치 준페이 / 황원
- 제로 경의 부하이자 괴짜 과학자. 매 회마다 새로운 기계를 만들어내 몬타나 일행을 방해한다. 그의 기계가 파괴될 때마다 제로 경이 캐 물을 때마다 "시간과 예산을 조금만 더 주셨으면……." 이라고 변명한다.

2023년 8월 12일 별세
아메드
- 성우 - 와타나베 쿠미코 / 이영주
- 사막 관련 에피소드, 특히 배경이 이집트 쪽일 경우에는 반드시 나온다고 해도 과언이 아닌 준조연급 인물. 작중에서 다수의 조력자들이 나왔지만 대부분은 1회성 단역이며, 유일하게 아메드만이 여러 에피소드에서 나왔다. 정확히는 쿠푸왕 피라미드편, 나일강편, 알렉산드리아편, 사막조난편을 포함해 총 4회 출연. 첫 등장인 피라미드편 이후로 몬타나 일행과 친분을 쌓게 되었는지 이 근방에 볼일이 있어서 오면 서로간에 도움을 주고 받는 사이로 발전했을 정도.

초록색 모자와 아랍지역 복장이 특징인데, 꼬맹이치곤 잔머리와 재치가 뛰어나다. 특히 몬타나 일행과 엮이면서 겪는 사건을 이용하여 돈을 버는 사이비 장사꾼 기질이 있다.[8] 첫 등장 때부터 사막에서 주운 투구벌레 펜던트를 20달러에 몬타나 일행에게 팔려다 되려 알프레드의 "40달러 주지!"에 깜짝 놀랄 정도.[9] 장사와 흥정에 관해선 가히 최고의 재능을 자랑하며 나일강편에서 몬타나가 이를 이겨보려고 꾀를 썼지만 결국은 포기했다.
캐릭터 모델은 인디아나 존스 박사의 친구이자 조력자인 살라로 추정된다.

## 에피소드
| 회차 | 제목                                                             | 배경                                                        | 본 방송일        | 본 방송일                                                |
| 회차 | 제목                                                             | 배경                                                        | 일본             | 대한민국                                                 |
| ---- | ---------------------------------------------------------------- | ----------------------------------------------------------- | ---------------- | -------------------------------------------------------- |
| 1화  | 마야유적을 찾아서 (翼よあれがマヤの灯だ)                         | 마야 문명 ( 멕시코)                                         | 1994년 4월 2일   | 1996년 3월 4일                                           |
| 2화  | 해저 2만리 카리브의 수수께끼 (海底2万センチ カリブの謎)          | 카리브해 ( 쿠바)                                            | 1994년 4월 9일   | 1996년 3월 5일                                           |
| 3화  | 비잔틴의 보물을 찾아서 (イスタンブールより愛をこめて)            | 아야 소피아 ( 튀르키예)                                     | 1994년 4월 16일  | 1996년 3월 6일                                           |
| 4화  | 누구를 위하여 종을 울리나 (誰がためにプラハの鐘はなる)           | 프라하 ( 체코)                                              | 1994년 4월 23일  | 1996년 3월 7일                                           |
| 5화  | 타지마할의 숨겨진 비밀 (タージマハルの秘かな愉しみ)              | 타지마할 ( 인도)                                            | 1994년 4월 30일  | 1996년 3월 11일                                          |
| 6화  | 달라이라마의 위대한 예언 (雪男はチベットがお好き)                | 포탈라궁 ( 티베트)                                          | 1994년 5월 7일   | 1996년 3월 12일                                          |
| 7화  | 피라미드 대탈출 (ピラミッドの鍵貸します)                         | 기자의 대피라미드 ( 이집트)                                 | 1994년 5월 14일  | 1996년 3월 13일                                          |
| 8화  | 마법의 칼 엑스칼리버 (突然アーサー王のごとく)                    | 글래스턴베리 ( 영국)                                        | 1994년 5월 21일  | 1996년 3월 14일                                          |
| 9화  | 잉카제국의 비밀 (コンドルは舞いおりた・インカの秘宝)             | 마추픽추 ( 페루)                                            | 1994년 5월 28일  | 1996년 3월 18일                                          |
| 10화 | 차이나타운 (チャイナタウンに手を出すな)                          | 캘리포니아주 샌프란시스코 ( 미국)                           | 1994년 6월 4일   | 1996년 3월 19일                                          |
| 11화 | 바이킹의 후손들 (バイキングはわかってくれない)                   | 고틀란드 ( 스웨덴)                                          | 1994년 6월 11일  | 1996년 3월 20일                                          |
| 12화 | 불타라 바벨탑이여 (燃えよバビロン!)                              | 바벨탑 ( 이라크)                                            | 1994년 6월 18일  | 1996년 3월 21일                                          |
| 13화 | 어느날 알함브라에서 생긴 일 (アルハンブラのある夜の出来事)       | 알람브라궁전 ( 스페인)                                      | 1994년 6월 25일  | 1996년 3월 25일                                          |
| 14화 | 앙코르와트의 연꽃 (アンコールワットは危険な香り)                 | 앙코르 유적 ( 캄보디아)                                     | 1994년 7월 2일   | 1996년 3월 26일                                          |
| 15화 | 솔로몬왕의 충성스런 기사단 (ラスト騎士・イン・パリ)              | 성전기사단의 수도원 ( 프랑스)                               | 1994년 7월 9일   | 1996년 3월 27일                                          |
| 16화 | 아폴론 신전의 황금제단 (アポロン神殿・デルフィで昼食を)          | 아폴론 신전 ( 그리스)                                       | 1994년 7월 16일  | 1996년 3월 28일                                          |
| 17화 | 백조성탈출 (白鳥城からの脱出)                                    | 노이슈반슈타인 성 ( 독일)                                   | 1994년 7월 23일  | 1996년 4월 1일                                           |
| 18화 | 황제의 지령을 찾아서 (香港で激突!皇帝の指令を探せ)               | 홍콩 ( 중국)                                                | 1994년 7월 30일  | 1996년 4월 2일                                           |
| 19화 | 레오나르도의 비행기를 찾아라 (ミラノ大捜査線)                    | 스포르체스코 성 ( 이탈리아)                                 | 1994년 8월 6일   | 1996년 4월 3일                                           |
| 20화 | 크레믈린의 침입자 (寒い国から来た招待)                           | 모스크바 크렘린 ( 러시아)                                   | 1994년 8월 13일  | 1996년 4월 4일                                           |
| 21화 | 검은 대륙, 짐바브웨의 수호신 (王様と私・ジンバブエの黄金)        | 그레이트 짐바브웨 ( 짐바브웨)                               | 1994년 8월 20일  | 1996년 4월 8일                                           |
| 22화 | 붉은 사막의 대모험 (赤い砂漠の大冒険)                            | 울루루 ( 호주)                                              | 1994년 8월 27일  | 1996년 4월 9일                                           |
| 23화 | 몬테카를로로 진로를 돌려라 (モンテカルロに進路をとれ)            | 로마 왕정 시대의 난파선 ( 모나코)                           | 1994년 9월 3일   | 1996년 4월 10일                                          |
| 24화 | 실크로드의 전설을 따라 (シルクロード大攻防戦)                    | 페트라 ( 요르단)                                            | 1994년 9월 10일  | 1996년 4월 15일                                          |
| 25화 | 긴급명령! 이스터섬을 사수하라 (緊急指令!イースター島異状あり)    | 이스터섬 ( 칠레)                                            | 1994년 9월 17일  | 1996년 4월 16일                                          |
| 26화 | 비밀의 사원 (王様は二つの鐘を鳴らす)                             | 슈웨다곤 파고다 ( 미얀마)                                   | 1994년 9월 24일  | 1996년 4월 17일                                          |
| 27화 | 몽골고원의 대격돌 (モンゴル高原・荒野の三人)                     | 귀위크 칸의 유적 ( 몽골)                                    | 1994년 10월 1일  | 1996년 4월 18일                                          |
| 28화 | 고성에 퍼지는 사랑의 멜로디 (古城の恋のメロディ)                 | 오래된 성 ( 영국)                                           | 1994년 10월 8일  | 1996년 4월 22일                                          |
| 29화 | 에게해의 미궁 (クレタ島・迷宮にご用心)                           | 크노소스 ( 그리스)                                          | 1994년 10월 15일 | 1996년 4월 23일                                          |
| 30화 | 황금의 땅 엘도라도의 모험자들 (エルドラドの冒険者たち)           | 아즈텍 문명시대의 호수 ( 콜롬비아)                          | 1994년 10월 22일 | 1996년 4월 24일                                          |
| 31화 | 나일의 여신 하비의 저주 (ナイル強奪事件・神殿の秘密)             | 카르나크 신전 ( 이집트)                                     | 1994년 10월 29일 | 1996년 4월 25일                                          |
| 32화 | 알려지지 않은 아라비안 나이트 (アラビアンナイト・カリフの熱い夜) | 바그다드 ( 이라크)                                          | 1994년 11월 5일  | 1996년 4월 29일                                          |
| 33화 | 해적의 보물선 (海賊に明日はない)                                 | 벨렝탑 ( 포르투갈)                                          | 1994년 11월 12일 | 1996년 4월 30일                                          |
| 34화 | 드라큐라의 포로 (ドラキュラ城のトリコ)                           | 트란실바니아 ( 루마니아)                                    | 1994년 11월 19일 | 1996년 5월 1일                                           |
| 35화 | 키티호 긴급구출작전 (SOS ケティ号・忘れられた孤島)               | 알렉산드리아 도서관 ( 이집트)                               | 1994년 11월 26일 | 1996년 5월 2일                                           |
| 36화 | 영원한 제국을 꿈꾸며 (地下より永遠に・始皇帝の遺産)              | 진시황릉 ( 중국)                                            | 1994년 12월 3일  | 1996년 5월 6일                                           |
| 37화 | 모짜르트를 좋아하세요? (モーツァルトにラブソングを)              | 슈테판 대성당 ( 오스트리아) 호엔잘츠부르크 성 ( 오스트리아) | 1994년 12월 10일 | 1996년 5월 7일                                           |
| 38화 | 잊혀진 러시아 황제의 군인들 (バイカルは燃えているか)             | 바이칼호 ( 러시아)                                          | 1994년 12월 17일 | 1996년 5월 8일                                           |
| 39화 | 풍차와 다이아몬드 (風車とダイヤモンド)                           | 암스테르담 ( 네덜란드) 브뤼허 ( 벨기에)                     | 1994년 12월 24일 | 1996년 5월 9일                                           |
| 40화 | 전설의 대륙 레므리아 탐험 (失われたレムリアを求めて)             | 자바섬 근해 ( 인도네시아)                                   | 1995년 1월 7일   | 1996년 5월 13일                                          |
| 41화 | 황금투구의 비밀 (お宝は天使の匂い)                               | 몽생미셸섬 ( 프랑스)                                        | 1995년 1월 14일  | 1996년 5월 14일                                          |
| 42화 | 라인강 황금대작전 (小さな目撃者・ラインの黄金)                   | 팔츠그라펜슈타인 성 ( 독일)                                 | 1995년 1월 28일  | 1996년 5월 15일                                          |
| 43화 | 아르테미스 신전을 수호하라 (女神の金庫は危険がいっぱい)          | 아르테미스 신전 ( 튀르키예)                                 | 1995년 2월 4일   | 1996년 5월 16일                                          |
| 44화 | 아나사지족의 보물을 찾아라 (クリフパレスの禁じられた遊び)        | 메사버드 ( 미국)                                            | 1995년 2월 11일  | 1996년 5월 20일                                          |
| 45화 | 왕릉의 수수께끼를 찾아서 (エトルリアの黒い罠)                    | 로마 왕정 시대의 묘 ( 이탈리아)                             | 1995년 2월 18일  | 1996년 5월 21일                                          |
| 46화 | 알프레드의 분노 (アルフレッド怒りの脱出)                         | 고대 올메크 유적 ( 멕시코)                                  | 1995년 2월 25일  | 1996년 5월 22일                                          |
| 47화 | 마르코폴로의 고향에서 (マルコ・ポーロ、ベニスに消ゆ)             | 베네치아 ( 이탈리아)                                        | 1995년 3월 4일   | 1996년 5월 27일                                          |
| 48화 | 사하라사막의 몬타나 존스 (サハラの熱い日)                        | 크리스틴 유적 ( 알제리)                                     | 1995년 3월 11일  | 1996년 5월 28일                                          |
| 49화 | 스위스에 울려퍼지는 요들 (スイスの危険なめぐりあい)              | 카롤루스 대제의 유적 ( 스위스)                              | 1995년 3월 18일  | 1996년 5월 29일                                          |
| 50화 | 사무라이의 전설을 따라서 (日本へ!嘆きの戦士・義経の財宝)         | 주손지 ( 일본)                                              | 1995년 3월 25일  | (왜색으로 인해 MBC판은 방송불가 투니버스는 방송 되었다.) |
| 51화 | 인디언 추장의 딸 (ミシシッピの大いなる遺産)                      | 호프웰 인디언의 마운드 ( 미국)                              | 1995년 4월 1일   | 1996년 5월 30일                                          |
| 52화 | 사반나의 태양이여 안녕! (さらばサバンナの陽)                     | 콩고 민주 공화국                                            | 1995년 4월 8일   | 1996년 6월 3일                                           |

## 주제가
일본어 판
여는 노래《冒険者たち(모험자들)》
노래: THE ALFEE, 작사·작곡: 다카미자와 도시히코, 편곡: THE ALFEE
닫는 노래《エルドラド(El Dorado, 엘도라도)》
노래: THE ALFEE, 작사·작곡: 다카미자와 도시히코·다카하시 켄, 편곡: THE ALFEE
한국어 판
여는 노래 《모험자들》
노래 : 이정열 작사·작곡: 다카미자와 도시히코, 편곡: THE ALFEE